# GEAF
GEAF S.c.a.r.l., acronimo di Gestione Autolinee Frosinone, è una società consortile a responsabilità limitata attiva nel settore del trasporto pubblico. Fino al 2020 ha gestito la rete autobus di Frosinone.

## Storia

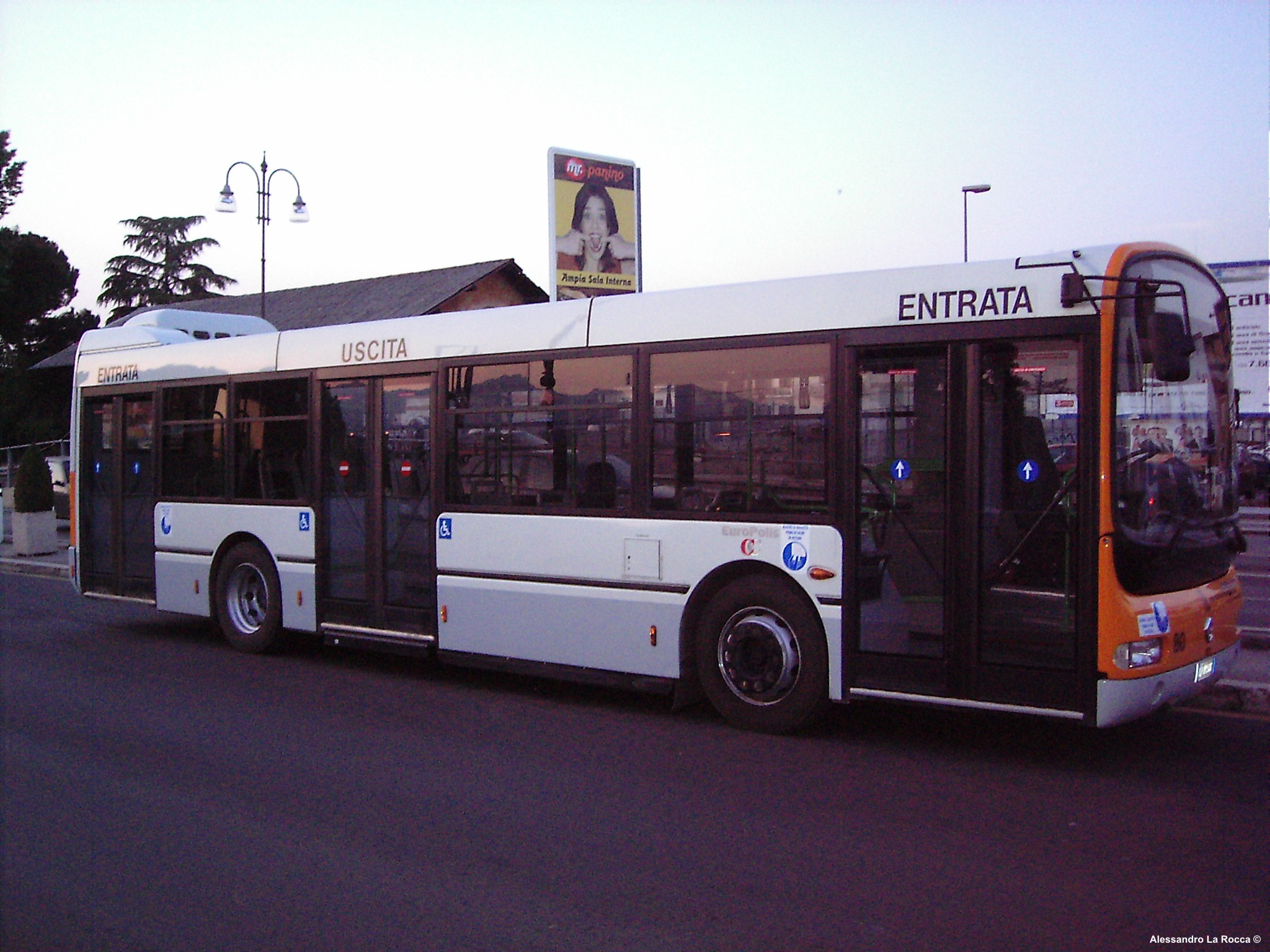
Europolis n. 80 in sosta al capolinea di Piazzale Kambo nel 2006

GEAF fu costituita come consorzio nel 1991 da alcune aziende di trasporto pubblico del frusinate per subentrare al consorzio regionale ACOTRAL. Il trasporto pubblico locale di Frosinone era composto allora da due linee: una circolare destra e una circolare sinistra.
Nel 2020 il servizio è stato messo a gara ed assegnato all'azienda Cialone Tour.

## Dati societari
La società aveva sede a Frosinone in Via Casale e gestiva anche il trasporto pubblico locale a Pofi ed il servizio scolastico in vari comuni del frusinate.

## Linee gestite
GEAF ha gestito quasi trenta linee, molte delle quali di tipo circolare. Il capolinea principale della città è stato trasferito nel 2015 da piazzale Kambo, antistante la stazione di Frosinone, all'adiacente piazza Pertini.